# Serrana do Sertão Alagoano
Serrana do Sertão Alagoano is een van de dertien microregio's van de Braziliaanse deelstaat Alagoas. Zij ligt in de mesoregio Sertão Alagoano en grenst aan de deelstaat Pernambuco in het westen, noorden en noordoosten en de microregio's Santana do Ipanema in het oosten en Alagoana do Sertão do São Francisco in het zuiden en zuidwesten. De microregio heeft een oppervlakte van ca. 2570 km². Midden 2004 werd het inwoneraantal geschat op 90.123.
Vijf gemeenten behoren tot deze microregio:
- Água Branca
- Canapi
- Inhapi
- Mata Grande
- Pariconha

Mesoregio's: Agreste Alagoano · Leste Alagoano · Sertão Alagoano

Microregio's: Alagoana do Sertão do São Francisco · Arapiraca · Batalha · Litoral Norte Alagoano · Maceió · Mata Alagoana · Palmeira dos Índios · Penedo · São Miguel dos Campos · Santana do Ipanema · Serrana do Sertão Alagoano · Serrana dos Quilombos · Traipu